# 亀倉龍希
亀倉 龍希（かめくら りゅうき、1995年7月31日 - ）は、日本の元サッカー選手。現サッカー代理人。ポジションはMF。本名はテオドロス・リュウキ・カメクラ・パナゴプーロス（ポルトガル語: Theodoros Ryuki Kamekura Panagopoulos）。選手時代の登録名はテオ・リュウキ (Theo Ryuki)。実父はサッカー代理人のテオである。

## 来歴
1995年にギリシャ系ブラジル人の父と日本人の母との間に北海道札幌市に生まれた。
東京ヴェルディ1969のジュニアユースに所属した後、2012年にFCポルトU-19に移った。2013年にポルティモネンセSCにレンタル移籍し、12月11日のGDシャヴェス戦で初出場を飾った。
2014年6月30日にポルトU-19に復帰すると、翌日ポルトBに昇格し、7月16日にポルティモネンセに完全移籍した。
2018年6月27日から静岡市のJ-STEPで行われた浦和レッズのトレーニングキャンプに練習生として参加したが、2週間ほどでキャンプを離れ、移籍には至らなかった。
2018-19シーズン限りでポルティネンセとの契約が満了し、退団。現在は中島翔哉の代理人を務めている。
2021年5月22日、ポルティモネンセやポルトなどの複数のクラブによるマネーロンダリングの捜査の過程で、ポルトからUAEのアル・アインFCへと期限付き移籍した中島翔哉が、その移籍の過程で新型コロナウイルスに感染していたにも関わらず、検査結果が陰性と改ざんされていた疑いで、ポルトガルの各捜査機関の捜査対象者に、ポルティモネンセオーナーのテオ フォンセカの息子であるテオ リュウキも含められている事が、ポルトガル紙「A BOLA」にて報じられる。

## 人物・エピソード
2017-18シーズンからポルティモネンセでチームメートとなった中島翔哉はヴェルディのジュニアユースで1学年先輩にあたり、公私にわたり通訳を務めサポートしている。